# Кирил (Тимофеев)
Митрополи́т Кири́л (в миру Киприа́н Тимофе́ев; ок. 1786 — 2 (14) декабря 1873) — архиепископ Белокриницкий и всех древлеправославных христиан Митрополит.

## Биография
16 ноября 1846 года был пострижен в иноки. 25 декабря 1846 года рукоположен митрополитом Амвросием в сан священнодиакона, а 1 января 1847 года — во священноинока.
Был одним из трёх кандидатов в сан епископа на Майносскую кафедру, избран путём жребия. 6 января 1847 года рукоположён единолично митрополитом Амвросием во епископа Майносского. Был первым епископом, поставленным митрополитом Амвросием.
24 августа 1847 года Амвросий и Кирил рукоположили Аркадия (Дорофеева) во епископа Славского. 28 августа 1848 года Кирил единолично рукоположил во епископа Браиловского Онуфрия (Парусова). 3 января 1849 года Кирил и Онуфрий поставили Софрония (Жирова) во епископа Симбирского.
После удаления в ссылку митрополита Амвросия был избран его преемником. В деяниях собора участвовали три старообрядческих архиерея: Кирил (Тимофеев), Онуфрий (Парусов) и Софроний (Жиров). Письменное согласие изъявил митрополит Амвросий. 4 января 1849 года Онуфрий и Софроний возвели Кирила в сан митрополита Белокриницкого. При этом в соответствии с практикой Русской Церкви до середины XVII века был повторён чин архиерейской хиротонии.
Первоначально епископ Славский Аркадий (Дорофеев) не признал возведение Кирила в сан митрополита. Для переговоров с Аркадием в село Слава ездили Павел (Великодворский) и епископ Браиловский Онуфрий (Парусов). В результате в августе-сентябре 1850 года учредили Тульчинскую епархию, её епископом с обязанностями наместника Аркадия (Дорофеева) был поставлен священноинок Славского скита Алимпий (Вепринцев). 28 сентября того же года епископы Тульчинский Алимпий и Браиловский Онуфрий возвели епископа Аркадия в сан архиепископа с повторением архиерейской хиротонии. Аркадий, со своей стороны, признал Кирила митрополитом.
Поскольку поставленный для России епископ Софроний (Жиров) был замечен в злоупотреблениях, в феврале 1853 года в Белой Кринице был поставлен архиепископ Владимирский Антоний (Шутов), которому были вручены широкие полномочия по управлению церковно-иерархическими делами в России.
По отношению к «Окружному посланию» долгое время занимал враждебную позицию, однако в конце 1860-х годов переменил её, приняв Послание, как вполне православное.
Был человеком строгой, трезвой, высоконравственной жизни.
Умер 2 декабря 1873 года на 88 году жизни. Его тело было погребено в Белокриницком монастыре.